# Shiwa
Shiwa (japanska: 東北町?, Shiwa-chō) är en landskommun (köping) i Iwate prefektur i Japan.  